# Mike Barnes
Mike Barnes (Pittsburgh, 24 dicembre 1950) è un ex giocatore di football americano statunitense che ha militato nel ruolo di defensive tackle nella National Football League (NFL).

## Carriera
Barnes al college giocò a football con i Miami Hurricanes. Fu scelto dai Baltimore Colts nel corso del secondo giro (35º assoluto) del Draft NFL 1973. Vi giocò per tutta la carriera fino al 1981. Nel 1977 fu convocato per l'unico Pro Bowl in carriera.

## Palmarès
- Convocazioni al Pro Bowl: 1

1977